# JoAnne Stubbe

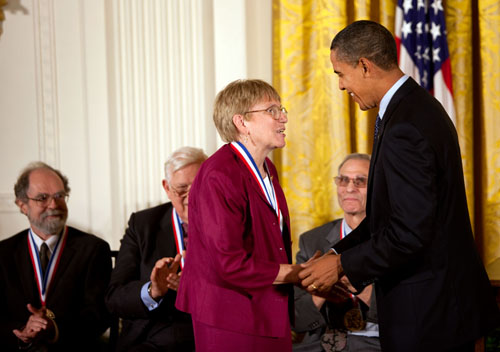
JoAnne Stubbe erhält die National Medal of Science von Barack Obama, 2009

JoAnne Stubbe (* 11. Juni 1946 in Champaign, Illinois) ist eine US-amerikanische Biochemikerin.
Stubbe studierte Chemie an der University of Pennsylvania (Bachelor 1968) und wurde 1971 an der University of California, Berkeley, in organischer Chemie promoviert. Sie war als Post-Doktorandin an der Brandeis University (1975–1977).
Stubbe lehrte von 1972 bis 1977 am Williams College und von 1977 bis 1982 an der School of Medicine der Yale University. Ab 1983 war sie Professorin an der University of Wisconsin–Madison. Sie ist Professorin für Biologie und Chemie (Novartis Professor of Chemistry) am Massachusetts Institute of Technology (MIT), wo sie seit 1987 tätig ist.
Sie klärte die Funktion und Struktur von Ribonukleotidreduktasen (RNR) auf, die bei der Konvertierung von Nukleotiden in Desoxynukleotide bei der Replikation der DNA eine Rolle spielen. Daraus entstand auch ein Antikrebsmittel (Gemcitabine), das zum Beispiel bei Bauchspeicheldrüsenkrebs Verwendung findet. Sie bestimmte die Struktur und DNA-schädigende Funktion des Antibiotikums Bleomycin, das auch als Krebs-Medikament eingesetzt wird.
In jüngster Zeit erforschte sie Enzyme von Bakterien, die zur Herstellung biologisch abbaubarer Kunststoffe dienen können. Sie isolierte mit ihrer Gruppe ein erstes solches Enzym (PHA Synthase) und untersuchte die durch das Enzym aufgebauten Polymere.
2010 erhielt sie den Welch Award in Chemistry. Sie ist Mitglied der National Academy of Sciences, der American Academy of Arts and Sciences und der American Philosophical Society. Sie erhielt 2008 die National Medal of Science für ihre Erforschung von Enzymen, die eine wichtige Rolle bei der Reparatur und Replikation der DNA spielen.
Sie erhielt 2008 den NAS Award in Chemical Sciences, 2008 den Kaiser Award, 2009 den Nakanishi Award, 1986 den Pfizer Award in Enzyme Chemistry, 1993 den Cope Scholar Award, 2009 die Prelog-Medaille, 1997 den Alfred Bader Award in Bioorganic and Bioinorganic Chemistry und 1989 den ICI-Stuart Pharmaceutical Award for Excellence in Chemistry. 2015 erhielt sie den Remsen Award, für 2017 wurde ihr der Pearl Meister Greengard Prize zugesprochen, für 2020 die Priestley-Medaille.
Aufgrund der Zahl ihrer Zitierungen zählt Clarivate Analytics sie seit 2018 zu den Favoriten auf einen Nobelpreis für Chemie (Clarivate Citation Laureates).